# Prosopis ruizlealii
Prosopis ruizlealii är en ärtväxtart som beskrevs av Arturo Erhardo Erardo Burkart. Prosopis ruizlealii ingår i släktet Prosopis och familjen ärtväxter. Inga underarter finns listade i Catalogue of Life.